# Corpuscoli di Hassall
I  corpuscoli di Hassall (o corpuscoli del timo) sono strutture situate nel timo dei mammiferi, formate da cellule epiteliali reticolari del VI tipo. Prendono il nome da Arthur Hill Hassall, che le scoprì nel 1849.
Appaiono costituiti da cellule dell'impalcatura epiteliale dell'organo a disposizione concentrica. Al centro di tali formazioni le cellule vanno incontro a fenomeni degenerativi: vi si osservano nuclei picnotici, frammenti citoplasmatici, cheratina, ecc.
La funzione dei corpuscoli non è ancora chiara. Si sa però che i corpuscoli di Hassall sono una fonte di citochina TSLP. In vitro, il gene TSLP dirige la maturazione delle cellule dendritiche, e aumenta la loro capacità di convertire timociti in cellule regolatori T Foxp3+. Non è chiaro se questa sia la funzione fisiologica dei corpuscoli in vivo.